# Волколаковс, Янис
Янис Волколаковс (в советских источниках Волколаков, Янис Васильевич; латыш. Jānis Volkolakovs; 28 апреля 1931, Рига — 20 декабря 2020 , Рига) — советский и латвийский кардиохирург и преподаватель. Офицер ордена Трёх звёзд. Сделал первую операцию на искусственных кровеносных сосудах. Действительный член Латвийской Академии наук. Emeritus ученый.

## Биография
Родился 28 апреля 1931 года в Риге, в семье тюремного надзирателя Василия Волколакова и его жены Теклы. Учился в 15-й Рижской начальной школе, затем в Рижской 1-й средней школе. В 1950 году начал учёбу в Рижском медицинском институте, после получения медицинского диплома остался в клинической ординатуре. В 1958 году назначен заведующим хирургическим отделением Лудзенской районной больницы.
Работал в Рижской 1-й детской больнице и 2-й Рижской городской больнице. В 1968 году защитил докторскую диссертацию по хирургии врожденных пороков сердца. В 1969 году возглавил недавно созданный Латвийский центр сердечно-сосудистой хирургии. В 1998 году вышел на пенсию, продолжив работать консультантом в Латвийском центре сердечно-сосудистой хирургии.
Автор 485 научных публикаций и 5 монографий. Действительный член Латвийской Академии наук (1994) и член Европейской академии наук и искусств (Academia Scientiarum et Artium Europaea).

## Награды
- Орден Трёх звёзд 4-й степени (1998)[3].
- Почётная грамота Президента Латвии (2019)[4].
- Государственная премия СССР (1973) — за разработку новых методов хирургического лечения и внедрение их в практику.
- Награда П. Страдиня за достижения в медицине (2002).